# Srŏk Ângkôr Thum
Srŏk Ângkôr Thum är ett distrikt i Kambodja.   Det ligger i provinsen Siem Reap, i den centrala delen av landet, 250 km nordväst om huvudstaden Phnom Penh. Antalet invånare är 17 750.